# يندلي جنكينز
يندلي جنكينز (بالإنجليزية: Lindley Jenkins)‏ هو لاعب كرة قدم بريطاني في مركز الوسط، ولد في 6 أبريل 1954 في وست بروميتش في المملكة المتحدة. لعب مع برمنغهام سيتي ونادي والسول.